# Barbados op de Olympische Zomerspelen 1988
Barbados nam deel aan de Olympische Zomerspelen 1988 in Seoel, Zuid-Korea. Net zoals alle eerdere deelnames werd er geen medaille gewonnen.

## Deelnemers en resultaten

### Atletiek
| Olympiër                                              | Discipline      | Resultaat | Prestatie                                            |
| ----------------------------------------------------- | --------------- | --------- | ---------------------------------------------------- |
| Henrico Atkins                                        | 100m (m)        | 87e       | serie 3: 8e in 11,01                                 |
| Henrico Atkins                                        | 200m (m)        | 53e       | serie 5: 5e in 21,98                                 |
| Elvis Forde                                           | 400m (m)        | 31e       | serie 7: 3e in 46,47 kwartfinale 1: 8e in 46,59      |
| Richard Louis                                         | 400m (m)        | 36e       | serie 1: 4e in 46,80                                 |
| Seibert Straughn                                      | 400m (m)        | 43e       | serie 2: 4e in 47,37                                 |
| Allan Ince                                            | 400m horden (m) | 32e       | serie 3: 6e in 52,76                                 |
| Elvis Forde Allan Ince Richard Louis Seibert Straughn | 4x400m (m)      | 11e       | serie 1: 5e in 3.06,03 halve finale 1: 5e in 3.06,93 |
|                                                       |                 |           |                                                      |
| Yolande Straughn                                      | 200m (v)        | 32e       | serie 6: 4e in 23,81                                 |
| Yolande Straughn                                      | 400m (v)        | 31e       | serie 3 6e in 53,62 kwartfinale 2: 8e in 54,22       |

### Boksen
| Olympiër    | Discipline | Resultaat | Prestatie                                                                                |
| ----------- | ---------- | --------- | ---------------------------------------------------------------------------------------- |
| Sean Knight | -60kg (m)  | 17e       | 1e ronde: W van MEX Tamez: 5-0 2e ronde: V van URS Tszyu: scheidsrechterlijke beslissing |
| Sean Knight | -67kg (m)  | 17e       | 1e ronde: vrij 2e ronde: V van BUL Furnigov: knock-out                                   |

### Judo
| Olympiër     | Discipline | Resultaat | Prestatie |
| ------------ | ---------- | --------- | --------- |
| James Waithe | -86kg (m)  | 19e       |           |

### Schoonspringen
| Olympiër          | Discipline   | Resultaat | Prestatie                        |
| ----------------- | ------------ | --------- | -------------------------------- |
| Christopher Honey | 3m plank (m) | 13e       | voorronde: 33e met 347,22 punten |

### Wielersport
| Olympiër       | Discipline      | Resultaat | Prestatie                                                                  |
| -------------- | --------------- | --------- | -------------------------------------------------------------------------- |
| Vincent Lynch  | sprint (m)      | 13e       | kwalificatie: 22e in 11,845 1e ronde serie 6: 3e 1e ronde herkansingen: 3e |
| Roderick Chase | tijdrit (m)     | 24e       | 1.09,994                                                                   |
| Roderick Chase | puntenkoers (m) | DNF       | serie 1: niet gefinisht                                                    |

### Zeilen
| Olympiër                    | Discipline     | Resultaat | Prestatie                              |
| --------------------------- | -------------- | --------- | -------------------------------------- |
| Brian Talma                 | divisie II (m) | 33e       | 230 punten: (DSQ-37-39-35-19-37-27)    |
| Shane Atwell                | finn (m)       | 28e       | 191 punten: (27-28-27-28-opgave-26-19) |
|                             |                |           |                                        |
| Michael Green Howard Palmer | star           | 14e       | 114 punten: (opgave-18-14-12-7-17-10)  |

### Zwemmen
| Olympiër   | Discipline           | Resultaat | Prestatie            |
| ---------- | -------------------- | --------- | -------------------- |
| Paul Yelle | 50m vrije slag (m)   | 49e       | serie 1: 2e in 25,15 |
| Paul Yelle | 100m vrije slag (m)  | 61e       | serie 1: 2e in 55,35 |
| Paul Yelle | 100m vlinderslag (m) | 34e       | serie 1: 1e in 57,36 |

Afghanistan · Algerije · Amerikaanse Maagdeneilanden · Amerikaans-Samoa · Andorra · Angola · Antigua en Barbuda · Argentinië · Aruba · Australië · Bahama’s · Bahrein · Bangladesh · Barbados · België · Belize · Benin · Bermuda · Bhutan · Birma · Bolivia · Bondsrepubliek Duitsland · Botswana · Brazilië · Britse Maagdeneilanden · Brunei · Bulgarije · Burkina Faso · Canada · Centraal-Afrikaanse Republiek · Chili · China · Chinees Taipei · Colombia · Congo-Brazzaville · Cookeilanden · Costa Rica · Cyprus · Denemarken · Djibouti · Dominicaanse Republiek · Duitse Democratische Republiek · Ecuador · Egypte · El Salvador · Equatoriaal-Guinea · Fiji · Filipijnen · Finland · Frankrijk · Gabon · Gambia · Ghana · Grenada · Griekenland · Groot-Brittannië · Guam · Guatemala · Guinee · Guyana · Haïti · Honduras · Hongarije · Hongkong · Ierland · IJsland · India · Indonesië · Irak · Iran · Israël · Italië · Ivoorkust · Jamaica · Japan · Joegoslavië · Jordanië · Kaaimaneilanden · Kameroen · Kenia · Koeweit · Laos · Lesotho · Libanon · Liberia · Libië · Liechtenstein · Luxemburg · Malawi · Malediven · Maleisië · Mali · Malta · Marokko · Mauritanië · Mauritius · Mexico · Monaco · Mongolië · Mozambique · Nederland · Nederlandse Antillen · Nepal · Nieuw-Zeeland · Niger · Nigeria · Noord-Jemen · Noorwegen · Oeganda · Oman · Oostenrijk · Pakistan · Panama · Papoea-Nieuw-Guinea · Paraguay · Peru · Polen · Portugal · Puerto Rico · Qatar · Roemenië · Rwanda · Saint Vincent en de Grenadines · Salomonseilanden · Samoa · San Marino · Saoedi-Arabië · Senegal · Sierra Leone · Singapore · Soedan · Somalië · Sovjet-Unie · Spanje · Sri Lanka · Suriname · Swaziland · Syrië · Tanzania · Thailand · Togo · Tonga · Trinidad en Tobago · Tsjaad · Tsjecho-Slowakije · Tunesië · Turkije · Uruguay · Vanuatu · Venezuela · Verenigde Arabische Emiraten · Verenigde Staten · Vietnam · Zaïre · Zambia · Zimbabwe · Zuid-Jemen · Zuid-Korea · Zweden · Zwitserland